# Pedro Torres
Torres  Cruces est un nom espagnol. Le premier nom de famille, en général paternel, est Torres ; le second, en général maternel, souvent omis, est Cruces.
Pedro Torres (de son nom complet Pedro Torres Cruces), né le 27 avril 1949 à Humilladero, est un coureur cycliste espagnol.

## Biographie
Il est vainqueur du Grand Prix de la montagne du Tour de France en 1973 et du Grand Prix de la montagne du Tour d'Espagne en 1977.
Il fait partie des coureurs ayant terminé au moins une fois les trois grands tours européens.
Fin 1980, n'ayant pas trouvé d'équipe, il cesse sa carrière professionnelle.
Son frère Dámaso a également été un cycliste professionnel.

## Palmarès

### Palmarès amateur
- 1969
  - 2e du Tour de Bigorre
- 1970
  - 1rea étape de la Cinturón de Cataluña (contre-la-montre par équipes)

### Palmarès professionnel
- 1971
  - 2e du Grand Prix Munecas Famosa
  - 3e du championnat d'Espagne de course en côte
  - 3e du Gran Premio Navarra
- 1972
  - 2e de la Clásica de Sabiñánigo
- 1973
  - Prologue du Tour du Levant (contre-la-montre par équipes)
  - 3eb étape du Tour des Asturies (contre-la-montre par équipes)
  - Tour de France :
    -  Grand Prix de la montagne
    - 14e étape

  - 3e du Gran Premio Navarra
  - 3e du Tour des Asturies
  - 3e de la course de côte d'Allevard
  - 5e du Tour d'Espagne
  - 6e du championnat du monde sur route
- 1974
  - Subida a Arrate
  - 3e du Tour du Levant
  - 7e de la Semaine catalane
- 1975
  - 3e du Tour d'Aragon
  - 3e du Tour de Cantabrie
  - 4e du Grand Prix du Midi libre
  - 4e du championnat du monde sur route
  - 10e du Tour de France
- 1976
  - 3e du Tour de Cantabrie
  - 7e du Grand Prix du Midi libre
  - 9e du Tour d'Espagne
- 1977
  - Tour d'Espagne :
    -  Grand Prix de la montagne
    - 15e étape

  - 3e du Tour de Cantabrie
  - 8e du Tour d'Espagne
- 1978
  - 2ea étape du Tour de Cantabrie (contre-la-montre par équipes)
  - 2e du Tour de Cantabrie
  - 3e du Trofeo Masferrer
  - 3e du Tour de Catalogne
- 1979
  - 2e du Tour de Cantabrie
  - 6e du Tour d'Espagne
- 1980
  - 5eb étape du Tour de Cantabrie (contre-la-montre)
  - 2e du Tour de Cantabrie
  - 2e du Tour d'Espagne

### Résultats sur les grands tours

#### Tour de France
6 participations
- 1973 : 13e, vainqueur du  Grand Prix de la montagne et de la 14e étape
- 1975 : 10e
- 1976 : 17e
- 1977 : 19e
- 1978 : abandon (2e étape)
- 1980 : 35e

#### Tour d'Espagne
8 participations
- 1972 : 31e
- 1973 : 5e
- 1974 : non-partant (9e étape)
- 1975 : 14e
- 1976 : 9e
- 1977 : 9e, vainqueur du  Grand Prix de la montagne et de la 15e étape
- 1979 : 6e
- 1980 : 2e

#### Tour d'Italie
1 participation
- 1978 : 16e